# Adracon
Adracon (Адракон — „дебели шињак”) је изумрли род псоликих звијери из парвореда Ursida, који је у периоду од касног Еоцена до средњег Олигоцена настањивао подручје Европе.

## Етимологија назива
Назив овог рода води поријекло од:
- старогрчке ријечи адрос, која значи дебео,
- и старогрчке ријечи акон, која значи шињак.

## Систематика

### Историја класификације
Од самог открића, положај рода Adracon унутар класе сисари је био непознат. Једно вријеме, овај род је био уврштен унутар изумрле породице копитара Arctocyonidae, па касније унутар изумрлог реда сисара Creodonta. На крају је овај род препознат као представник реда звијери и уврштен унутар парвореда Ursida.

### Класификација
| Врсте:                     | Распрострањеност фосила и локација:   | Временски распон:       |
| -------------------------- | ------------------------------------- | ----------------------- |
| †A. quercyi (Filhol, 1884) | Француска · Шпанија (околина Кордобе) | касни Еоцен до Олигоцен |

### Филогенија
Доље приказан кладограм представља филогенетске везе рода Adracon.

|  | Musteloidea     |
|  |                 |
|  | Pinnipedimorpha |
|  |                 |

|          | Ursoidea         |
|          |                  |
| †Adracon | †Adracon quercyi |
|          | †Adracon quercyi |

|  | Musteloidea     |
|  |                 |
|  | Pinnipedimorpha |
|  |                 |

|          | Ursoidea         |
|          |                  |
| †Adracon | †Adracon quercyi |
|          | †Adracon quercyi |

|  | Musteloidea     |
|  |                 |
|  | Pinnipedimorpha |
|  |                 |

|          | Ursoidea         |
|          |                  |
| †Adracon | †Adracon quercyi |
|          | †Adracon quercyi |

|  | Musteloidea     |
|  |                 |
|  | Pinnipedimorpha |
|  |                 |

|          | Ursoidea         |
|          |                  |
| †Adracon | †Adracon quercyi |
|          | †Adracon quercyi |